# Superman em desenhos animados
O personagem fictício Superman já apareceu em diversos desenhos animados.

## Superman (Fleischer Studios)

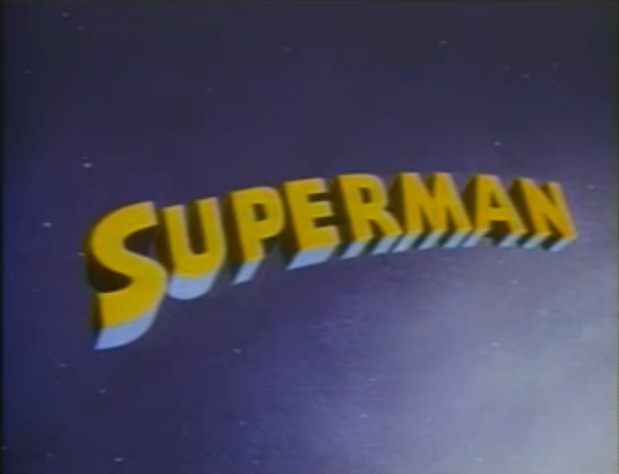
Logo da série de curtas de animação da Fleischer

- Nos anos 40, Superman teve cerca de 17 desenhos animados para o cinema, feito pelos Fleischer Studios, e distribuídos pela Paramount Pictures. Cada episódio tinha 5 minutos, com histórias simples mas cheias de ação, com uma animação bem feita até para os padrões atuais. Além de Superman, Lois Lane e Perry White, não havia outros personagens famosos na animação (Como foi exibida em 1940, a maioria dos personagens ainda não existia). No Brasil, tais desenhos foram exibidos sob os títulos Super-Homem, O Autobala, O Terremoto Elétrico, O Vulcão, A Mão Infalível, Sabotagem e Cia., O Segredo da Múmia, entre outros. Todos sob a voz de Bud Collyer, o mesmo da transmissão radiofônica pela Rádio Mutual Network[1]. Atualmente a animação encontra-se em domínio público[2]

## The New Adventures of Superman e The Superman/Aquaman Hour of Adventure
- Entre 1966 a 1969, o Superman teve seu próprio desenho animado pela empresa Filmation, The New Adventures of Superman. Na primeira temporada, ele dividia dois segmentos de animação com um de sua versão jovem, Superboy. Na segunda temporada, quando o desenho passou a se chamar The Superman/Aquaman Hour of Adventure, ele dividia um segmento de animação com um de Aquaman e mais uma de outro dum herói ou grupo aleatório da DC Comics (neste rodízio entraram as primeiras versões animadas de Flash, Lanterna Verde, Eléktron, Gavião Negro, a Liga da Justiça e os Jovens Titãs originais). Os desenhos da Filmation, neste sentido, eram muito fiéis aos personagens da época. Os segmentos de Superman também mostraram as primeiras versões em animação de vários dos inimigos do Homem de Aço: Lex Luthor, Brainiac, Toyman, Mxyzptlk e até o Parasita.

Em 1968, o bloco mudou de nome para The Batman/Superman Hour, onde o herói dividia o espaço com o Batman. Todos estes desenhos foram exibidos no Brasil pelos programas de Sérgio Mallandro e Bozo, no SBT, nos anos 80.

## The Brady Kids
Ao que consta a última aparição de Superman pelo estúdio Filmation foi na série animada de comédia The Brady Kids. Um episódio intitulado "Cindy's Superfriend" mostrava Superman e Lois Lane interagindo com os protagonistas da série. Pode ser assistido aqui: https://www.youtube.com/watch?v=1hqQlUxJI6k&list=PL1JOpeM-6hyjd_0LlLzDSjupXNfEVUK6l&index=5

## Superamigos
- De 1973 a 1986, a série animada Superamigos, do estúdio Hanna-Barbera mostrava Superman como membro efetivo do grupo de heróis. Foi exibido primariamente no Brasil pela TV Globo em vários programas infantis, e hoje é exibido no SBT.

## Superman (Ruby Spears)
- Em 1988, o estúdio Ruby Spears produziu mais um desenho animado, intitulado simplesmente como Superman. Este apresentava uma versão bastante compatível com o Superman de John Byrne: O casal Kent estava vivo, Lex Luthor não podia ser preso por Superman, dado que este nunca conseguia uma prova incriminável (apesar de que Luthor não fosse mostrado como dono da empresa Lexcorp). Os segmentos de animação eram divididos com o segmento "Álbum de família do Super-Homem", que mostrava as peripécias de Superman quando criança. Como com as histórias de John Byrne, Superman não havia sido Superboy, embora já demonstrasse seus poderes. Infelizmente, o desenho apresentava poucos personagens tradicionais relacionados a Superman: somente os Kent, Lois Lane e o pessoal do Planeta Diário, e como vilões conhecidos somente Luthor e o Prankster. O desenho apresentou como único outro herói da DC Comics a Mulher Maravilha, que foi dublada pela mesma mulher que a interpretou na última temporada de Super Amigos, B. J. Ward.

Foi exibida no Brasil primariamente pelo SBT (anos 80), e depois pela Rede Record (anos 90).

## Superman: The Animated Series
- Superman: The Animated Series, no Brasil Super-Homem: A Série Animada, um desenho animado da Warner Bros. de 1996 até 2000 produzido por Bruce Timm. Este desenho seguiu os mesmos designs usados em Batman: A Série Animada, que se inspirava nos designs usados pela animação da década de 40 de Superman (até mesmo uma ambientação na década de 40 a animação do Batman buscava retratar). Muitos dos personagens e histórias dos personagens da DC foram alterados na animação; é como se fosse um universo à parte dos quadrinhos. É o desenho que mostrou a maior quantidade de interação entre Superman e o resto do Universo DC. Foi exibida no Brasil pela Warner Bros. no quadro WB Kids, SBT e Rede Record.

## Liga da Justiça
- Liga da Justiça, um desenho animado sobre o time de super-heróis homônimo, exibido de 2001 a 2004 no Cartoon Network, mostra Superman como membro efetivo do grupo. Foi exibida no Brasil pelo SBT.

## Legião dos Super-heróis
- O desenho da Legião dos Super-heróis que estreou em 2006 nos EUA apresenta um jovem Superman como membro efetivo do grupo do século XXX. Foi exibida no Brasil pelo SBT.

## All Star Superman
- Longa de Animação lançado nos EUA em 2011, baseado na HQ de Grant Morrison e Frank Quitely, Grandes Astros: Superman.